# 矢代田站

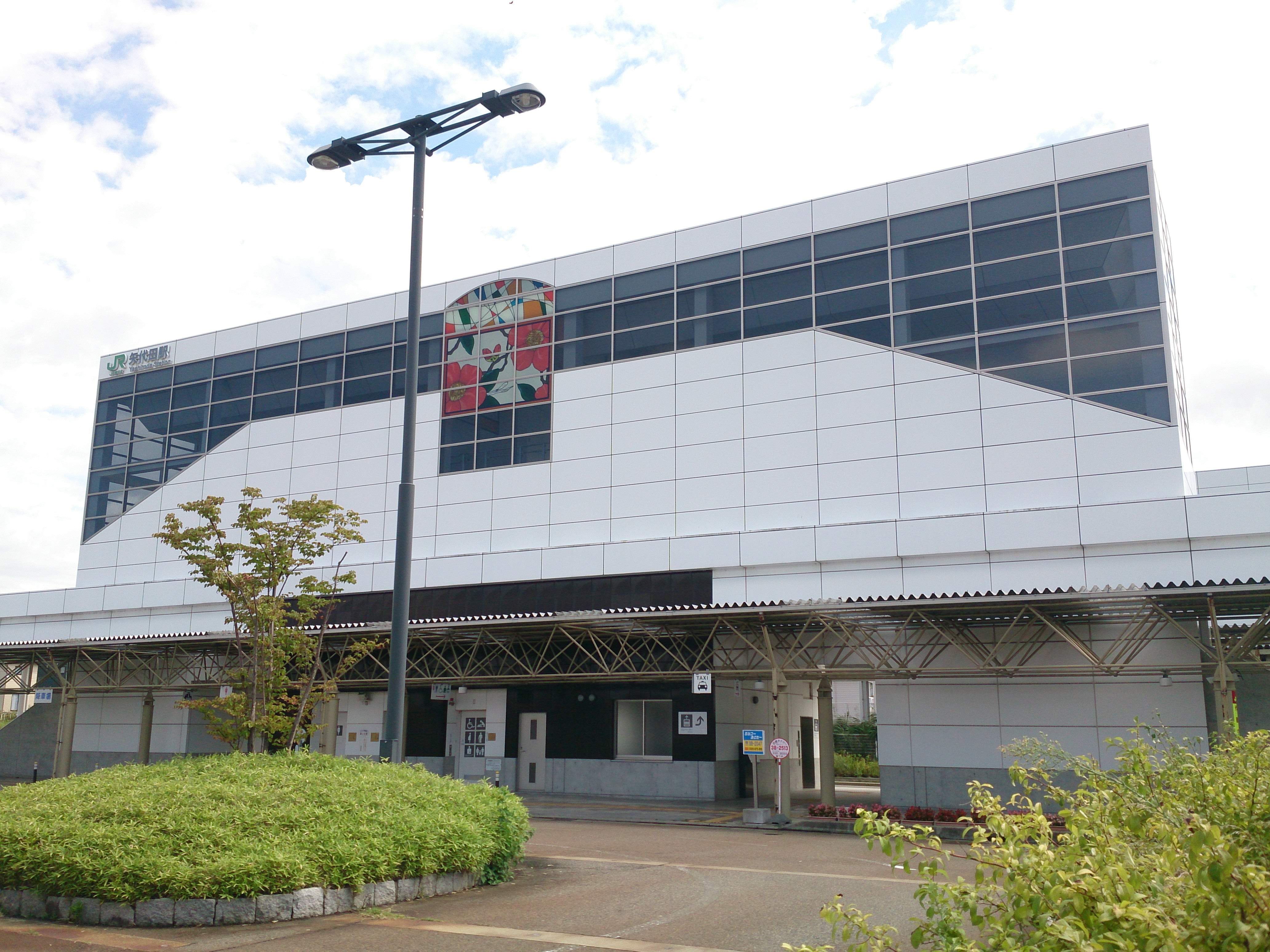
西出口車站大樓

矢代田站（日语：／ Yashiroda eki */?）是位於新潟縣新潟市秋葉區矢代田1926番3號，東日本旅客鐵道（JR東日本）的信越本線車站。

## 歷史
- 1897年（明治30年）11月20日：北越鐵道沼垂站（日语：沼垂駅）至一之木戶站（現時為東三條站）之間開通，此站啟用[1]。
- 1907年（明治40年）8月1日：北越鐵道根據鐵道國有法（日语：鉄道国有法）而國有化。成為帝國鐵道廳（國鐵）車站。
- 1983年（昭和58年）：單車停泊處翻新[2]。
- 1987年（昭和62年）4月1日：伴隨國鐵分割民營化，車站由東日本旅客鐵道（JR東日本）營運。
- 2006年（平成18年）1月21日：此站開始可以使用IC卡「Suica」[3]。
- 2008年（平成20年）6月14日：跨站式站房暫時啟用（新設西出口）[1][4]。

## 車站大樓的變遷

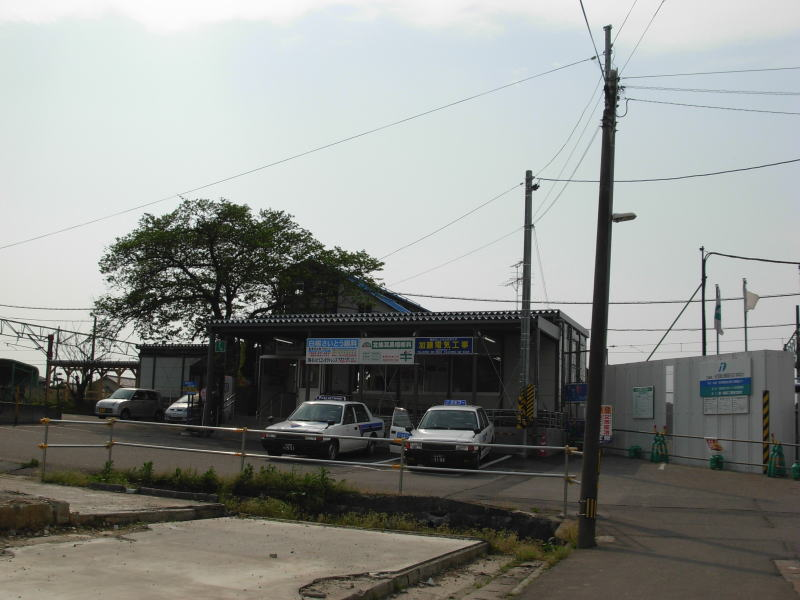
臨時車站大樓（2007年5月）

此站前車站大樓已經建成90年以上，因此建築物開始老化，加上大樓規模較小和沒有站前廣場，以及車站西邊的舟戶地區開始開發住宅區，而因此開始車站周邊工程，工程計劃是從小須戶町開始進行。
在市町村合併後，新潟市和JR東日本新潟分社在2006年度至2010年度5年之間開展了「矢代田站周邊地區都市更新工程計劃」，當中包括把車站加建跨站式站房。
這個翻新工程在2006年12月開始進行。在工程期間，臨時建設了使用預製件建成的車站大樓，隨後把舊車站大樓撤走。在車站大樓周邊由於空間狹隘，因此部分房屋需要遷移，使確保有空間供建設站前廣場之用。
另外，在工程期間已經預留了地方作建設跨站式站房地面部分和站前廣場。隨著東西兩面的工程取得進展，在2008年6月14日，跨站式站房和閘外行人通道暫時開放。
車站大樓在2008年9月竣工，隨後站前廣場與周邊道路的工程還繼續進行，並在2010年夏天全面竣工。
車站大樓是由JR東日本建築設計事務所設計，工程由第一建設工業負責。大樓總面積為1,266.4平方米。
另外，豐榮站 (日本)和龜田站也有相同工程。

### 舊車站大樓時代

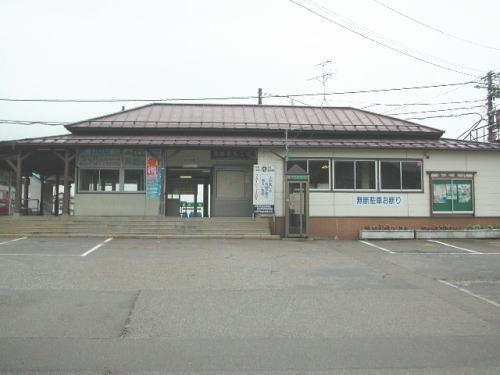
舊車站大樓（2004年7月）

車站是一座地面車站，設有1面1面的相對式月台和1面2線的島式月台。在月台編號中，從現時東出口一方起為1號、2號和3號月台。待避列車和折返至新潟的列車會使用2號月台。
在2000年後，2號月台停止使用，再沒有列車在此站待避和折返，折返列車的運行區間伸延至羽生田站。
舊2號月台的部分路軌和架空電纜均撤走，並用作停泊維修路軌用的車輛。而月台編號沒有因為停用2號月台而改變，直至2008年6月現時車站大樓竣工後，把3號月台為2號月台。

## 車站構造

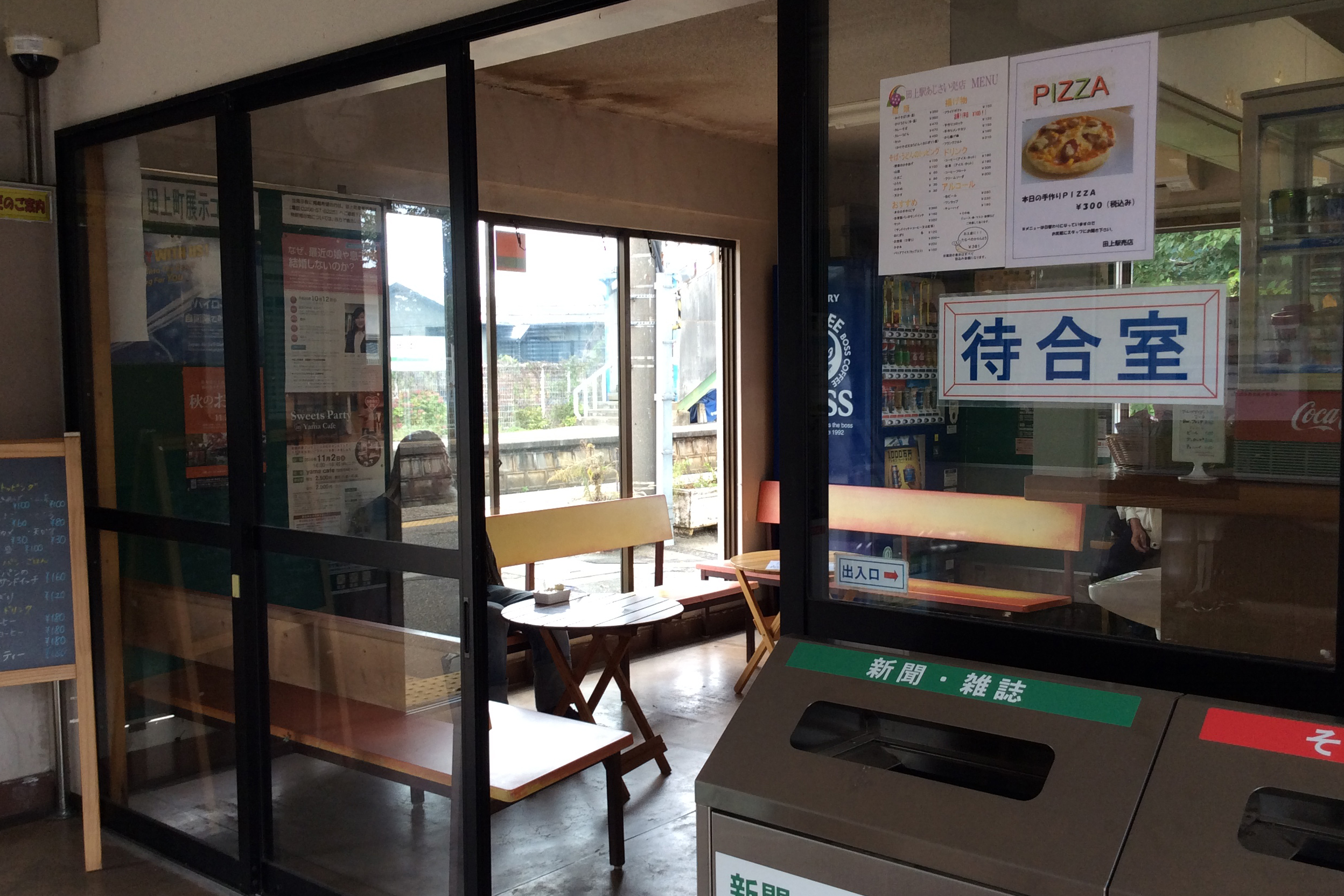
繡球花商店

車站是一座地面車站（跨站式站房），設有2面2線的單式月台。
此站是由新津站管理的業務委託車站，委托了JR新潟Business負責車站業務。
在車站2樓大堂中設有有人閘口、綠色窗口（營業時間 7：00 - 17：10）、簡易Suica閘機和廁所。

### 月台
| 月台 | 路線      | 上下行 | 方向     |
| ---- | --------- | ------ | -------- |
| 1    | ■信越本線 | 上行   | 長岡方向 |
| 2    | ■信越本線 | 下行   | 新潟方向 |

參考
在大堂2樓內設有東西行人通道，該行人通道由新潟市和秋葉區建設課管理り。
在東、西兩出口均設有站前廣場。單車和行人徑均加設上蓋。除了深夜時份，兩方迴旋路內均常有的士等待乘客。在迴旋路旁設有停泊單車場。在東出口站前廣場設有地圖指南。
站前廣場在2006年度（平成18年度）起，進行了「矢代田站周邊地區都市更新工程」，該工程由新潟市和JR東日本新潟分社，工程歷時5年。最後西出口於2008年（平成20年）夏天，東出口於2010年（平成22年）夏天竣工。

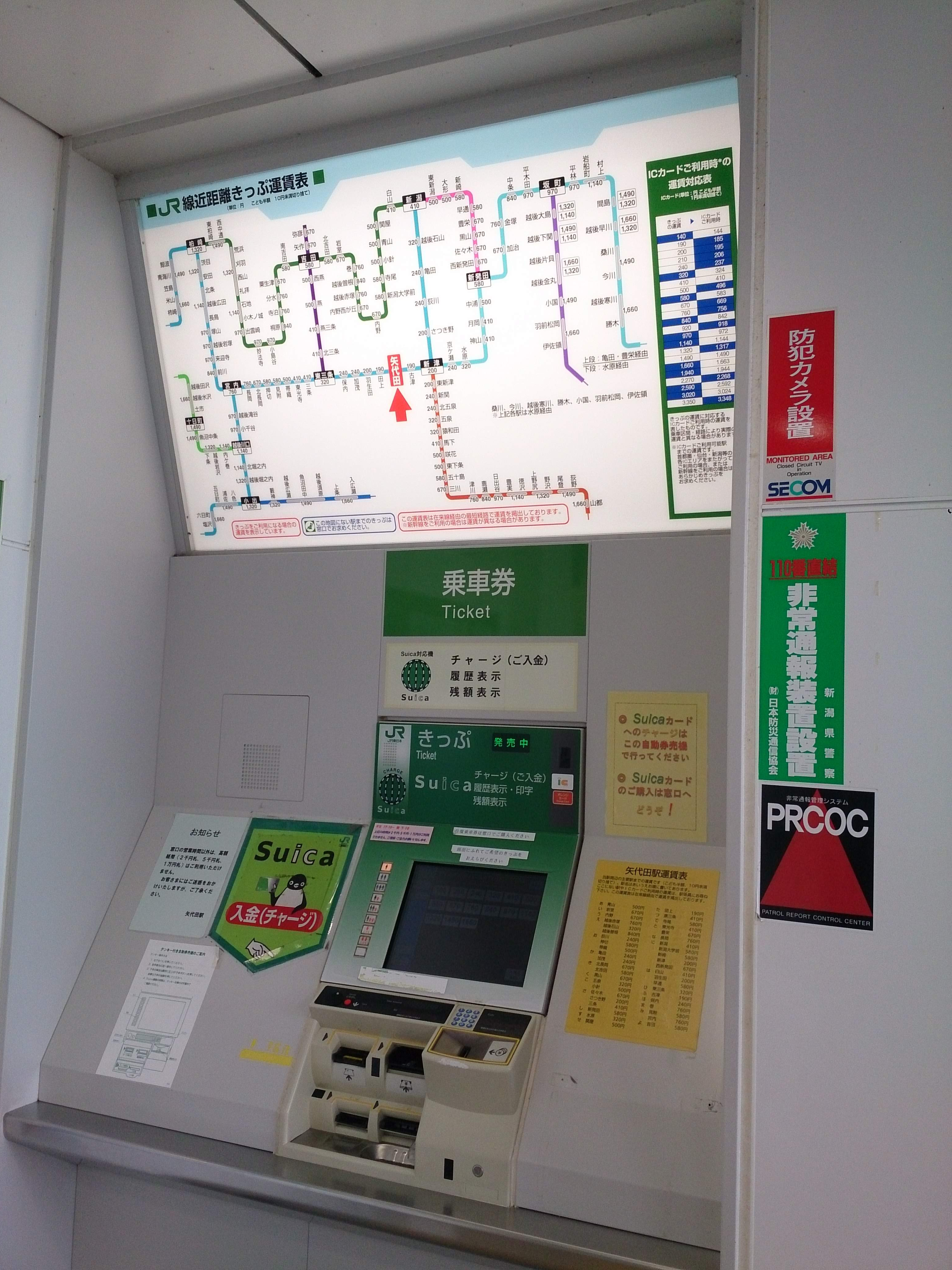
輕觸式自動售票機
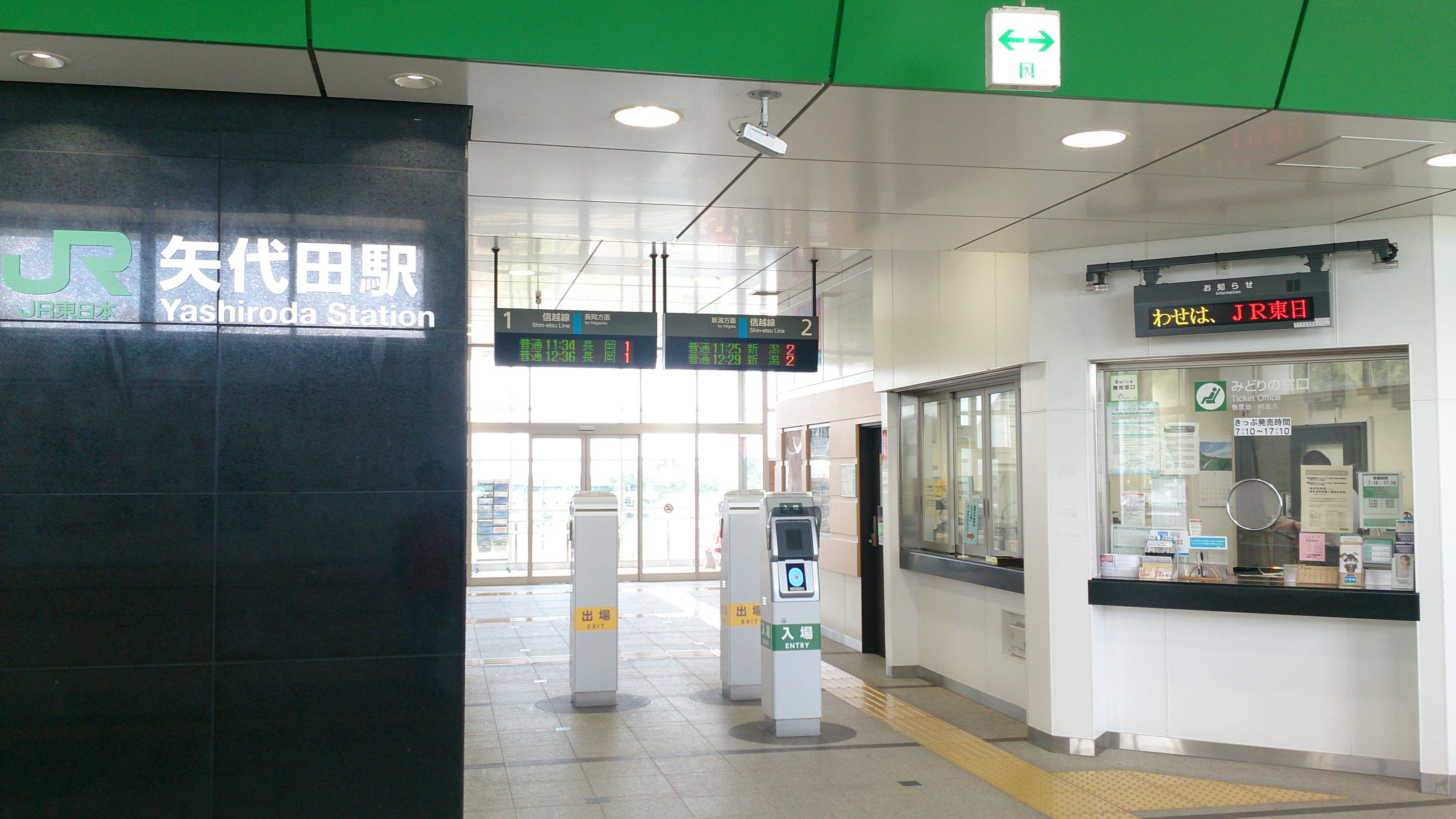
大堂
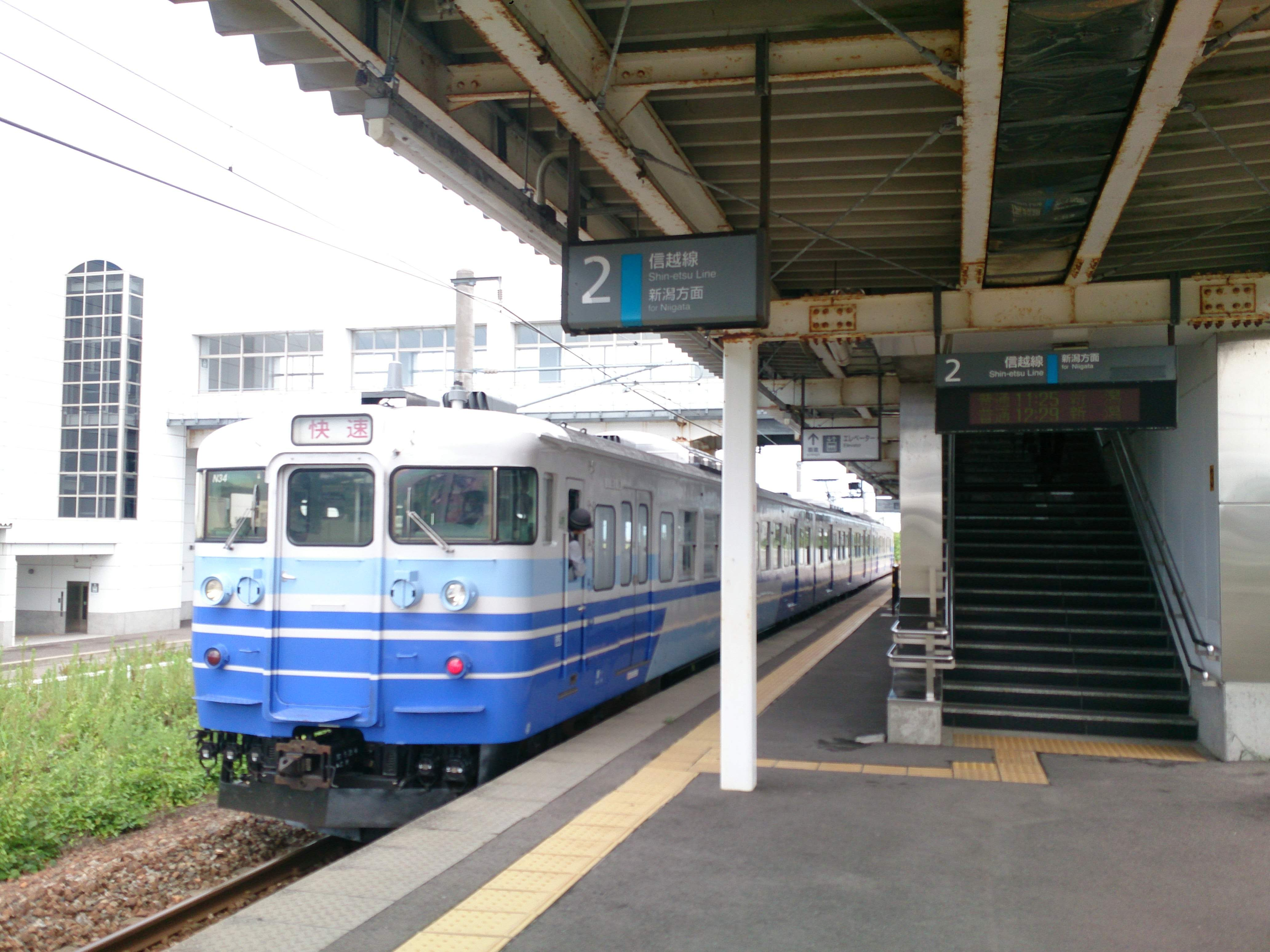
月台
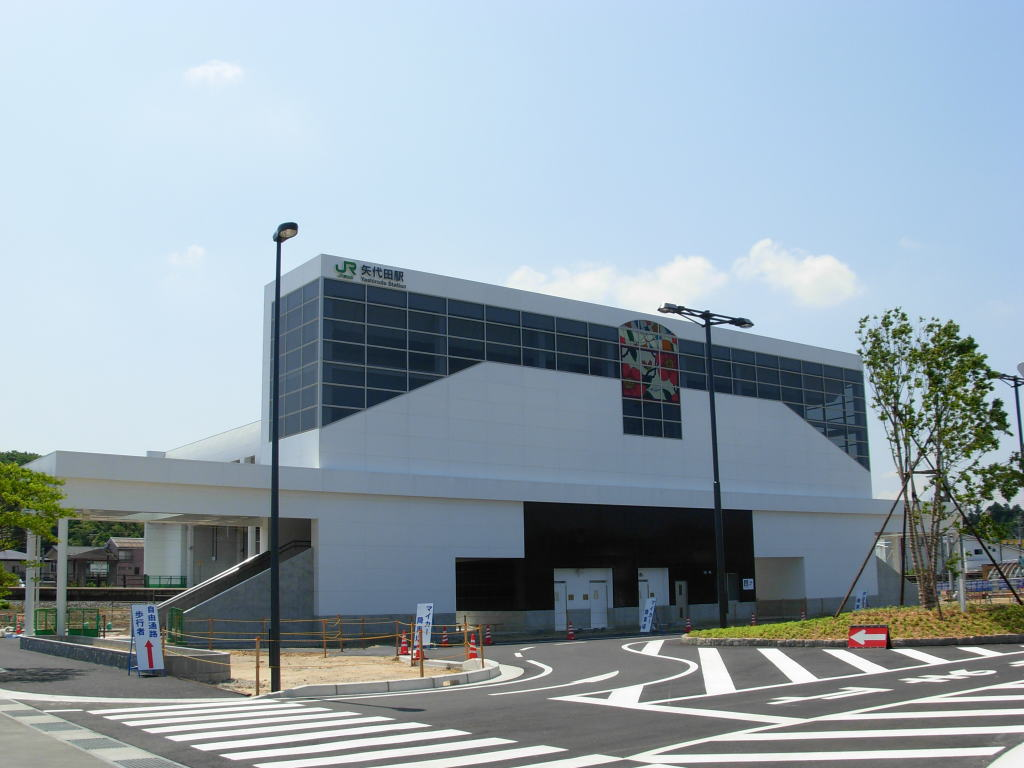
工程前的西出口（2008年6月）
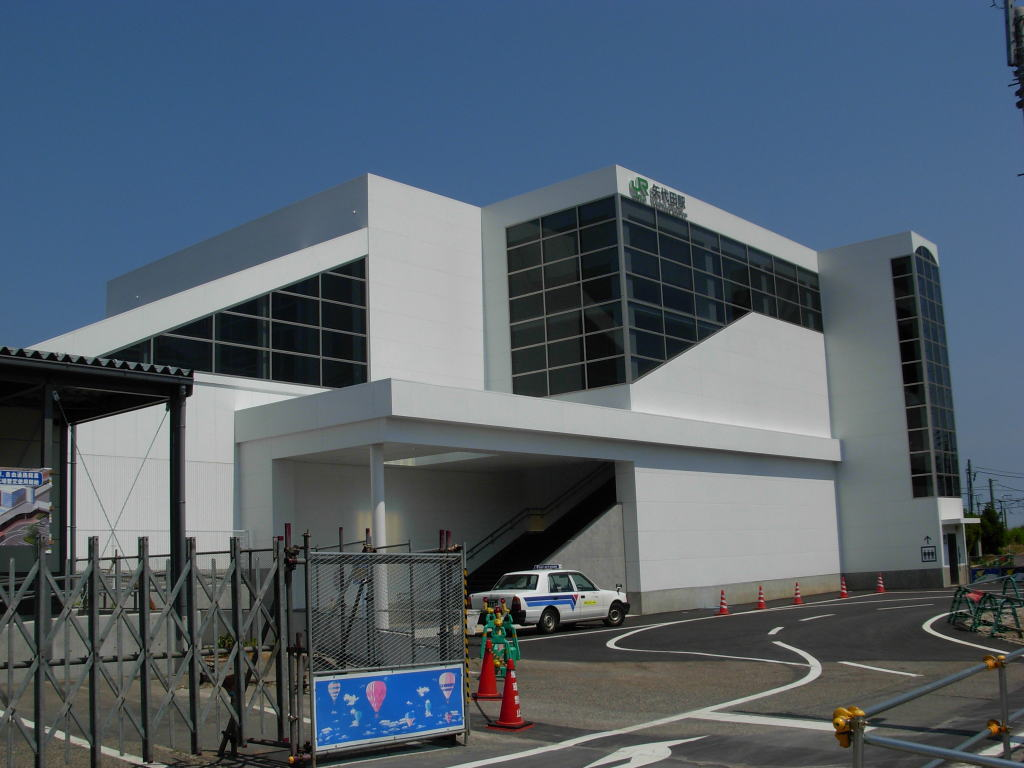
工程前的東出口（2008年6月）

## 使用狀況
在2019年度（令和元年度），1日平均乘車人次為1,033人。
車站鄰近新潟縣立新津南高等學校，因此有許多該校師生會使用此站。另外也有學生從此站前往市內中心、新津中心和加茂市方向上學。在早上和黃昏有許多高校生使用此站。另外，此站作為秋葉區小須戶地周的交通樞紐，因此在東出口站前廣場北邊設置了泊車轉乘用的停泊單車場，也進行為了社會實驗，安排穿梭巴士服務接載通勤上學乘客。近年通勤人次有增加傾向。
以下列出近年1日平均乘車人次：
| 乘車人次變化       | 乘車人次變化     | 乘車人次變化    |
| 年度               | 1日平均 乘車人次 | 參考資料        |
| ------------------ | ---------------- | --------------- |
| 2000年（平成12年） | 1,047            | [ 利用客数 2 ]  |
| 2001年（平成13年） | 1,016            | [ 利用客数 3 ]  |
| 2002年（平成14年） | 994              | [ 利用客数 4 ]  |
| 2003年（平成15年） | 1,010            | [ 利用客数 5 ]  |
| 2004年（平成16年） | 989              | [ 利用客数 6 ]  |
| 2005年（平成17年） | 978              | [ 利用客数 7 ]  |
| 2006年（平成18年） | 970              | [ 利用客数 8 ]  |
| 2007年（平成19年） | 934              | [ 利用客数 9 ]  |
| 2008年（平成20年） | 955              | [ 利用客数 10 ] |
| 2009年（平成21年） | 960              | [ 利用客数 11 ] |
| 2010年（平成22年） | 1,012            | [ 利用客数 12 ] |
| 2011年（平成23年） | 1,045            | [ 利用客数 13 ] |
| 2012年（平成24年） | 1,099            | [ 利用客数 14 ] |
| 2013年（平成25年） | 1,184            | [ 利用客数 15 ] |
| 2014年（平成26年） | 1,119            | [ 利用客数 16 ] |
| 2015年（平成27年） | 1,122            | [ 利用客数 17 ] |
| 2016年（平成28年） | 1,124            | [ 利用客数 18 ] |
| 2017年（平成29年） | 1,064            | [ 利用客数 19 ] |
| 2018年（平成30年） | 1,044            | [ 利用客数 20 ] |
| 2019年（令和元年） | 1,033            | [ 利用客数 1 ]  |

## 車站周邊
車站位於秋葉區小須戶市區（詳細參見秋葉區#小須戶地區）內，東邊為矢代田地區。在車站以西3公里設有古老有鄉町「小須戶」。

### 東出口
東出口一方為古老的矢代田中心，設有國道403號舊道向南北延伸。當中設有數間商店。在北邊設有新潟縣立新津南高等學校。

### 西出口
西出口一方設有舟戶，為一個新興住宅區。另外設有國道403號新津南繞道向南北延伸。此外，沿路軌旁設有單車徑。

## 巴士路線
於東出口迴旋路內設有矢代田站前巴士站，該站設有新潟交通觀光巴士路線「矢代田線」（SW3・4），以及於秋葉區內運行的社區巴士「秋葉區區巴士」和居民巴士「山之手親睦號」。有關巴士路線圖可參見由區發行的「秋葉周公共交通指南」（參見#外部連結）。
在車站東邊的縣道320號上曾經設有巴士站，隨著東出口站前廣場工程完成，於2010年2月1日起把巴士站遷移至迴旋路內，方便乘客轉乘。
- 新津中心方向
  - SW3・SW4 經蒲澤、田家　前往新津站
  - 區巴士 ＜新津站小須戶循環路線＞ 前往新津站東出口
- 小須戶、白根方向
  - SW3 經小須戶　前往白根、潟東營業所
  - SW4 經小須戶　前往白根
  - 區巴士 ＜新津站小須戶循環路線＞ 經小須戶　前往新津站西出口
  - 山之手親睦號　＜山之手、小須戶路線社會實驗＞ 前往小須戶出張所　※同時停靠西出口迴旋路
- その他
  - 山之手親睦號　＜山之手、小須戶路線社會實驗＞ 前往鎌倉神明宮　※同時停靠西出口迴旋路

另外，在西出口向南步行5分鐘，於國道403號矢代田跨線橋西邊處設有「矢代田西口」巴士站（與山之手親睦號的「矢代田站西口」相異），該巴士站設有矢代田線。

## 相鄰車站
東日本旅客鐵道
■信越本線
- 快速「樂樂列車信越」停車站

■快速
加茂－矢代田－新津
■普通
田上－矢代田－古津

## 注腳

### 使用狀況
1. 1 2  . 東日本旅客鉄道.   [2020-07-13]. （原始内容存档于2020-07-10） （日语）.
2. ↑  . 東日本旅客鉄道.   [2019-04-05]. （原始内容存档于2019-03-27） （日语）.
3. ↑  . 東日本旅客鉄道.   [2019-04-05]. （原始内容存档于2019-03-27） （日语）.
4. ↑  . 東日本旅客鉄道.   [2019-04-05]. （原始内容存档于2019-03-27） （日语）.
5. ↑  . 東日本旅客鉄道.   [2019-04-05]. （原始内容存档于2019-03-27） （日语）.
6. ↑  . 東日本旅客鉄道.   [2019-04-05]. （原始内容存档于2019-03-27） （日语）.
7. ↑  . 東日本旅客鉄道.   [2019-04-05]. （原始内容存档于2019-03-27） （日语）.
8. ↑  . 東日本旅客鉄道.   [2019-04-05]. （原始内容存档于2019-03-27） （日语）.
9. ↑  . 東日本旅客鉄道.   [2019-04-05]. （原始内容存档于2019-04-02） （日语）.
10. ↑  . 東日本旅客鉄道.   [2019-04-05]. （原始内容存档于2019-03-27） （日语）.
11. ↑  . 東日本旅客鉄道.   [2019-04-05]. （原始内容存档于2019-03-27） （日语）.
12. ↑  . 東日本旅客鉄道.   [2019-04-05]. （原始内容存档于2019-03-27） （日语）.
13. ↑  . 東日本旅客鉄道.   [2019-04-05]. （原始内容存档于2019-03-27） （日语）.
14. ↑  . 東日本旅客鉄道.   [2019-04-05]. （原始内容存档于2019-03-27） （日语）.
15. ↑  . 東日本旅客鉄道.   [2019-04-05]. （原始内容存档于2016-04-04） （日语）.
16. ↑  . 東日本旅客鉄道.   [2019-04-05]. （原始内容存档于2019-03-27） （日语）.
17. ↑  . 東日本旅客鉄道.   [2019-04-05]. （原始内容存档于2019-03-23） （日语）.
18. ↑  . 東日本旅客鉄道.   [2019-04-05]. （原始内容存档于2017-07-29） （日语）.
19. ↑  . 東日本旅客鉄道.   [2019-04-05]. （原始内容存档于2019-03-25） （日语）.
20. ↑  . 東日本旅客鉄道.   [2019-07-16]. （原始内容存档于2019-07-05） （日语）.

## 外部連結
- 車站資訊（矢代田）：東日本旅客鐵道（日語）
- 秋葉區公共交通指南 （页面存档备份，存于） - 新潟市秋葉區
記載了駛入此站前的巴士路線、社區巴士及其時間表。